# Tony Costner
Antonio Costner, detto Tony (Filadelfia, 30 giugno 1962), è un ex cestista statunitense, professionista in Europa e in Argentina.

## Carriera
Venne selezionato dai Washington Bullets al secondo giro del Draft NBA 1984 (34ª scelta assoluta).

## Palmarès
- Campione USBL (1991)
- All-USBL Second Team (1991)